# Hippolyte Machetti
Hippolyte Machetti (Antibes) es un deportista francés que compite en vela en la clase 470. Ganó una medalla de bronce en el Campeonato Europeo de 470 de 2023.

## Palmarés internacional
| \| Campeonato Europeo \| Campeonato Europeo \| Campeonato Europeo \| Campeonato Europeo \| \| Año \| Lugar \| Medalla \| Clase \| \| ------------------ \| ------------------ \| ------------------ \| ------------------ \| \| 2023 \| San Remo (Italia) \| Medalla de bronce \| 470 mixto \| |                   |                   |           |
| Campeonato Europeo |                   |                   |           |
| Año | Lugar             | Medalla           | Clase     |
| 2023 | San Remo (Italia) | Medalla de bronce | 470 mixto |